# Grammothelopsis incrustata
Grammothelopsis incrustata är en svampart som beskrevs av A. David & Rajchenb. 1985. Grammothelopsis incrustata ingår i släktet Grammothelopsis och familjen Polyporaceae.   Inga underarter finns listade i Catalogue of Life.